# Jhon Gómez Restrepo
John Gómez Restrepo (Cisneros, Antioquia; 27 de octubre de 1917-Cisneros Antioquia , 15 de marzo de 2014) fue un empresario y director colombiano. Fundador del Grupo Familia.

## Biografía
John Gómez Restrepo es hijo de Antonio José Gómez Zapata y María Restrepo Olano y único varón entre cinco hijos, tuvo que ayudar desde adolescente al sostenimiento de su casa ante la ausencia paterna desde cuando tenía 5 años.
Después de ser mensajero y vendedor en sombrererías, logró incursionar en el mundo de la comercialización y representación de empresas extranjeras en Medellín. Detectó que el papel higiénico y los jabones eran un buen negocio para distribuir en hoteles, por lo que empezó a venderlos.
En 1938 creó, con su amigo Mario Uribe Uribe, la sociedad Uribe Gómez & Cía, punto de partida de su empresa insignia. En algún viaje de negocios a Estados Unidos lograron la representación para Colombia de Scott Paper Company. Pero, con el paso del tiempo, se dio cuenta de que el valor de los fletes para traer el producto era superior al de este, lo que le demostró que lo mejor era producir localmente. Así, la sociedad paisa se convirtió en aliada, por partes iguales, en la operación de la multinacional en el país. Durante 20 años se mantuvo la alianza, pero la estadounidense salió del negocio, lo que permitió que Uribe Gómez & Cía. pudiera hacerse con lo que se llamó Productos Familia.
El 15 de marzo de 2014 falleció a los 96 años, tras de problemas cardíacos en Medellín.